# Serenades
Serenades ist das Debütalbum der britischen Band Anathema. Es wurde im Februar 1993 bei Peaceville Records veröffentlicht.

## Entstehung und Stil
Das Album wurde mit Produzent und Peaceville-Gründer „Hammy“ Halmshaw und Toningenieur Mags in den Academy Studios in Yorkshire aufgenommen. Das Album ist noch stark vom Death-Doom geprägt, bei J'ai Fait Une Promesse war aber bereits der für den Gothic Metal typische weibliche Gesang, hier von Ruth Wilson zu hören. They (Will Always) Die war bereits auf der vorhergehenden EP The Crestfallen als They Die veröffentlicht worden. Das Album endet mit der 22-minütigen Keyboard-Klangcollage Dreaming: The Romance. J'ai Fait Une Promesse und Sleep in Sanity wurden 2011 völlig neu arrangiert auf Falling Deeper veröffentlicht.

## Rezeption
Im Magazin Rock Hard schrieb Götz Kühnemund, Anathema kämen aus dem Death Metal, legten sich aber „keinerlei musikalische Beschränkungen auf“. Er hörte aber auch Einflüsse von Cathedral, My Dying Bride und Paradise Lost, wie etwa Akustikgitarren und Gastsängerin. „Sicher, das alles hat's bei den genannten Bands auch schon gegeben, und Anathema sind nicht gerade originell – aber unterm Strich zählt die Qualität der Songs, und die sind mir im Falle Serenades gute sieben Punkte wert.“

## Titelliste

### Originalausgabe
1. „Lovelorn Rhapsody“ – 6:12
2. „Sweet Tears“ – 4:06
3. „J'ai Fait Une Promesse“ – 2:32
4. „They (Will Always) Die“ – 7:06
5. „Sleepless“ – 4:07
6. „Sleep in Sanity“ – 6:46
7. „Scars of the Old Stream“ – 1:06
8. „Under a Veil (Of Black Lace)“ – 7:22
9. „Where Shadows Dance“ – 1:52
10. „Dreaming: The Romance“ – 22:30

### Remaster 2003
1. „Lovelorn Rhapsody“ – 6:12
2. „Sweet Tears“ – 4:06
3. „J'ai Fait Une Promesse“ – 2:32
4. „They (Will Always) Die“ – 7:06
5. „Sleepless“ – 4:07
6. „Sleep in Sanity“ – 6:46
7. „Scars of the Old Stream“ – 1:06
8. „Under a Veil (Of Black Lace)“ – 7:22
9. „Where Shadows Dance“ – 1:52
10. „Eternal Rise of the Sun“ – 6:38
11. „Nailed to the Cross/666“ – 4:09
12. „Dreaming: The Romance“ – 23:23